# Десюк, Матрёна Дмитриевна
Матрёна Дмитриевна Десюк (1911—2004) — советский работник сельского хозяйства, Герой Социалистического Труда.

## Биография
Родилась 9 ноября 1911 года в станице Кореновской Российской империи, ныне городе Кореновск Краснодарского края.
С 14 лет начала свой трудовой путь в артели Красное Солнышко. После распада артели, с 1929 года она работала на свекловичных полях свеклосовхоза имени Микояна (ныне ФГУП «Кореновский»). В 1934 году стала звеньевой, и уже к 1940 году её звено добилось высоких результатов, выращивая по 350 центнеров свеклы с гектара. В 1943 году, после освобождения Кубани от немецких войск, возглавила полеводческую бригаду в этом же совхозе. За высокий урожай 1947 года была награждена первым орденом Ленина.
Продолжая далее трудиться в совхозе, выращивала лучшие сорта свеклы и достигла более высоких урожаев. В 1952 году за достигнутые успехи по выращиванию сахарной свеклы была награждена орденом Трудового Красного Знамени. В 1956—1958 годах, как лучший свекловод Кубани, Матрёна Дмитриевна участвовала во Всесоюзной сельскохозяйственной выставке (ВСХВ, с 1959 года — Выставка достижений народного хозяйства) в Москве, где делилась своими достижениями с другими тружениками. Была награждена тремя медалями ВСХВ, последняя из них — малая золотая медаль.
Указом Президиума Верховного Совета СССР от 31 октября 1957 года за особые заслуги в развитии сельского хозяйства и достижение высоких показателей по производству продуктов сельского хозяйства Десюк Матрёне Дмитриевне было присвоено звание Героя Социалистического Труда с вручением второго ордена Ленина и золотой медали «Серп и Молот».
Продолжала работать в совхозе до выхода на заслуженный отдых, после чего жила в Кореновском районе. Постановлением главы администрации Краснодарского края от 5 апреля 2002 года удостоена звания «Ветеран труда».
Умерла в 2004 году.
Матрёна Дмитриевна Десюк стала одной из героинь книги Николая Васильевича Хализева «Кореновцы на полях сражений».